# Jennifer Carpenter
Jennifer Leann Carpenter (Louisville, 7 dicembre 1979) è un'attrice statunitense.
Salita alla ribalta con il ruolo di Emily nel film The Exorcism of Emily Rose (2005), è divenuta nota al grande pubblico per il ruolo di Debra Morgan nella serie televisiva Dexter (2006-2013), poi ripreso nella miniserie Dexter: New Blood (2021-2022).

## Biografia
Jennifer Leann Carpenter è nata a Louisville, in Kentucky, figlia di Catherine Mitchell e Robert Carpenter. Ha frequentato la St. Raphael the Archangel e poi la Sacred Heart Academy'di Louisville. Si è formata al Walden Theatre Conservatory e poi alla Juilliard School di New York.

### Carriera
Ha frequentato varie scuole di recitazione, incominciando la sua carriera nel teatro. Nel 2002, prima della laurea, è stata scritturata a Broadway nel revival de Il crogiuolo (The Crucible) di Arthur Miller, al fianco di Liam Neeson e Laura Linney.
Nel 2005 è nel cast principale del film The Exorcism of Emily Rose. Dal 2006 al 2013 interpreta l'agente di polizia Debra Morgan nella serie televisiva Dexter, ruolo per cui vince un Saturn Award nel 2009 come miglior attrice non protagonista. Intanto nel 2007 partecipa a Battle in Seattle - Nessuno li può fermare, mentre nel 2008 è la protagonista dell'horror Quarantena. In seguito prende parte a pellicole come Faster e Solo per vendetta.
Nel 2011 ha recitato in Gruesome Playground Injuries al Second Stage Theatre, e partecipa a un episodio di The Good Wife. Nel gennaio 2014 è protagonista del film per la televisione Sea of Fire, in cui interpreta l'agente dell'FBI Leah Pierce. Nello stesso anno recita in Where the Devil Hides.
Nel 2015 lavora nel film televisivo Stanistan. Tra il 2015 e il 2016 è nel cast principale dell'unica stagione della serie Limitless, nei panni dell'agente speciale Rebecca Harris. Tra il 2021 e il 2022 riprende il ruolo di Debra Morgan nella miniserie Dexter: New Blood. Nel 2025 è nel cast della seconda stagione di 1923.

## Vita privata

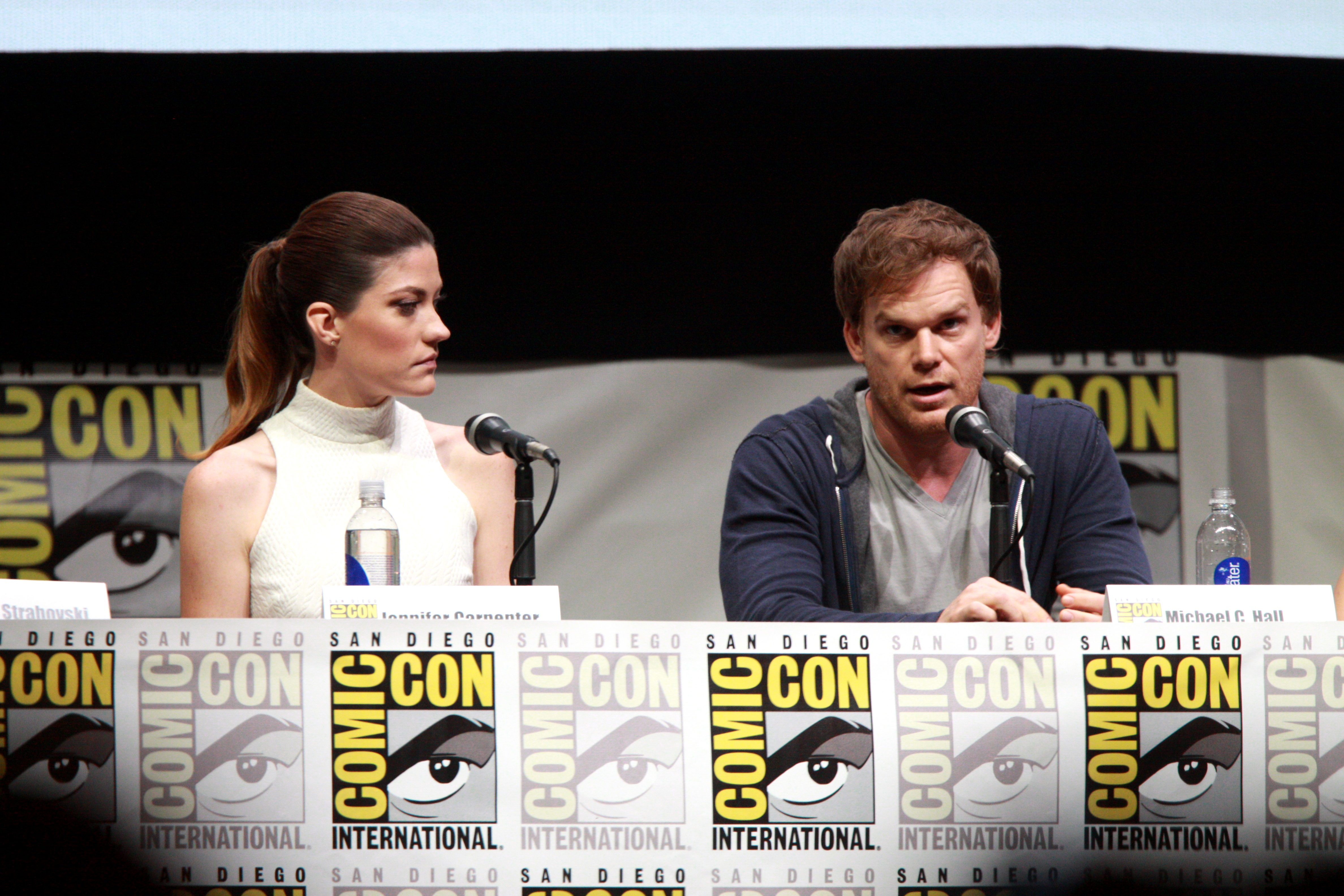
Carpenter (a sinistra) e Michael C. Hall nel 2013

Il 31 dicembre 2008 ha sposato l'attore Michael C. Hall, suo collega in Dexter; la loro relazione fino ad allora non era mai stata ufficializzata. I due si sono separati alla fine del 2010 e hanno poi divorziato al termine del 2011, pur rimanendo in buoni rapporti.
Nel 2016 sposa Timothy Sett Avett (fino ad allora un semplice amico, conosciuto nel 2009 a un concerto), cantante del gruppo di folk-rock americano "The Avett Brothers".

## Filmografia

### Cinema
- People Are Dead, regia di Kevin Ford (2002)
- Ash Tuesday, regia di Ash Tuesday (2003)
- D.E.B.S. - Spie in minigonna (D.E.B.S.), regia di Angela Robinson (2004)
- White Chicks, regia di Keenen Ivory Wayans (2004)
- Last Days of America, regia di Kevin Ford (2005)
- Lethal Eviction, regia di Michael Feifer (2005)
- The Exorcism of Emily Rose, regia di Scott Derrickson (2005)
- The Dog Problem, regia di Scott Caan (2006)
- Battle in Seattle - Nessuno li può fermare (Battle in Seattle), regia di Stuart Townsend (2007)
- Quarantena (Quarantine), regia di John Erick Dowdle (2008)
- Faster, regia di George Tillman Jr. (2010)
- Solo per vendetta (Seeking Justice), regia di Roger Donaldson (2011)
- Gone, regia di Heitor Dhalia (2012)
- The Break-Up Tour, regia di Alexander Poe – cortometraggio (2012)
- The Factory - Lotta contro il tempo (The Factory), regia di Morgan O'Neill (2012)
- Ex-Girlfriends, regia di Alexander Poe (2012)
- The Devil's Hand, regia di Christian E. Christiansen (2014)
- Cell Block 99 - Nessuno può fermarmi (Brawl in Cell Block 99), regia di S. Craig Zahler (2017)
- Dragged Across Concrete - Poliziotti al limite (Dragged Across Concrete), regia di S. Craig Zahler (2018)
- A Mouthful of Air, regia di Amy Koppelman (2021)

### Televisione
- Queen B, regia di Danny DeVito – film TV (2005)
- Dexter – serie TV, 96 episodi (2006-2013) – Debra Morgan
- The Good Wife – serie TV, episodio 3x10 (2011)
- Sea of Fire, regia di Allison Liddi-Brown – film TV (2014)
- Limitless – serie TV, 22 episodi (2015-2016)
- Caccia alla spia - The Enemy Within (The Enemy Within) – serie TV, 13 episodi (2019)
- Dexter: New Blood, regia di Marcos Siega e Sanford Bookstaver – miniserie TV (2021-2022)
- 1923 – serie TV, 4 episodi (2025)

### Doppiaggio
- Dexter: Early Cuts – webserie, 2 episodi (2009)
- Pound Puppies – serie TV, 5 episodi (2011-2013)
- Avengers Confidential - Vedova Nera & Punisher, regia di Kenichi Shimizu (2013) – Natasha Romanoff/Vedova Nera

## Teatro
- Julie Johnson, di Wendy Hammond (1994)
- Trudy Blue, di Marsha Norman (1995)
- Il crogiuolo (The Crucible), di Arthur Miller (2002)
- Everett Beekin, di Richard Greenberg (2002)
- Gruesome Playground Injuries, di Rajiv Joseph (2011)

## Riconoscimenti
- 2005 – Saturn Award
  - Nomination Miglior attrice non protagonista per The Exorcism of Emily Rose
- 2006 – MTV Movie Awards
  - Performance più terrorizzante per The Exorcism of Emily Rose
  - Nomination Miglior performance rivelazione per The Exorcism of Emily Rose
- 2006 – Saturn Award
  - Nomination Miglior attrice non protagonista in una serie televisiva per Dexter
- 2007 – Saturn Award
  - Nomination Miglior attrice non protagonista in una serie televisiva per Dexter
- 2008 – Saturn Award
  - Miglior attrice non protagonista in una serie televisiva per Dexter
- 2009 – Screen Actors Guild Awards
  - Nomination Miglior cast in una serie drammatica per Dexter
- 2009 – Saturn Award
  - Nomination Miglior attrice non protagonista in una serie televisiva per Dexter
- 2010 – Screen Actors Guild Awards
  - Nomination Miglior cast in una serie drammatica per Dexter
- 2010 – Saturn Award
  - Nomination Miglior attrice non protagonista in una serie televisiva per Dexter
- 2011 – Screen Actors Guild Awards
  - Nomination Miglior cast in una serie drammatica per Dexter

## Doppiatrici italiane
Nelle versioni in italiano delle opere in cui ha recitato, Jennifer Carpenter è stata doppiata da:
- Emanuela D'Amico in Dexter, Cell Block 99 - Nessuno può fermarmi, Dragged Across Concrete - Poliziotti al limite, Caccia alla spia - The Enemy Within, Dexter: New Blood
- Domitilla D'Amico in The Exorcism of Emily Rose, Quarantena, Solo per vendetta
- Perla Liberatori in Gone
- Micaela Incitti in Battle in Seattle
- Tenerezza Fattore in White Chicks
- Eleonora De Angelis in Faster
- Monica Bertolotti in The Factory - Lotta contro il tempo
- Daniela Calò in Limitless
- Federica De Bortoli in 1923

Da doppiatrice è sostituita da:
- Domitilla D'Amico in Avengers Confidential - Vedova Nera & Punisher
- Anna Cugini in Scooby-Doo e il mistero del Rock'n'Roll